# Super League 2
Die Super League 2 (griechisch Ελληνική Σούπερ Λίγκα 2) ist die zweithöchste Spielklasse im griechischen Fußball. Sie ist der Super League untergeordnet.

## Geschichte
Die Liga wurde 2019 nach der Umstrukturierung im griechischen Fußball gegründet. Sie löste die Football League als zweithöchste Liga ab, die dann nur noch als 3. Liga fungiert. Nach der Abschaffung der Football League 2021 wurden die meisten Vereine in die Super League 2 aufgenommen.
In den ersten beiden Jahren spielten 12 Mannschaften in einer Gruppe. Ab der Saison 2021/22 wurde in zwei Gruppen gespielt. Die Anzahl der Teams war zunächst 2 × 17. Ein Jahr später wurde sie auf 2 × 15 reduziert. Im Jahr 2023/24 bestand die Liga aus 2 × 12 Teams. Seit der Saison sind in der Nord- und Südgruppe jeweils zehn Klubs vertreten.

## Modus
Die 20 Teilnehmer spielen in zwei Gruppen mit jeweils 10 Mannschaften. Die Teams spielen zunächst an 18 Spieltagen jeweils zwei Mal gegeneinander. Danach spielen die fünf besten Mannschaften um den Aufstieg und die schlechtesten fünf gegen den Abstieg. Die beiden Tabellenersten steigen in die Super League auf, während die jeweils letzten zwei Vereine in die Gamma Ethniki absteigen.

## Mannschaften 2025/26
| Verein                | Stadt        |
| --------------------- | ------------ |
| Anagennisi Karditsa   | Karditsa     |
| Asteras Tripolis B    | Tripoli      |
| Iraklis Thessaloniki  | Thessaloniki |
| MFAOF Kampaniakos     | Chalastra    |
| AO Kavala             | Kavala       |
| AS Makedonikos        | Efkarpia     |
| AS Nestos Chrysoupoli | Chrysoupoli  |
| Niki Volos            | Volos        |
| PAOK Thessaloniki B   | Kalamaria    |
| PAS Ioannina          | Ioannina     |

| Verein              | Stadt               |
| ------------------- | ------------------- |
| PAE Chania          | Chania              |
| Egaleo AO Athen     | Egaleo              |
| Ellas Syros         | Ermoupoli           |
| GS Ilioupolis       | Ilioupoli           |
| PS Kalamata         | Kalamata            |
| Kallithea FC        | Kallithea           |
| FC Marko 1927       | Markopoulo Mesogeas |
| Olympiakos Piräus B | Piräus              |
| Panargiakós APO     | Argos               |
| Paniónios GSS       | Nea Smyrni          |

## Meister seit 2019
| Saison  | Gruppen           | Meister         | Aufsteiger                    |
| ------- | ----------------- | --------------- | ----------------------------- |
| 2019/20 | 12 Vereine        | PAS Ioannina    | PAS Ioannina Apollon Smyrnis* |
| 2020/21 | 12 Vereine        | Ionikos Nikea   | Ionikos Nikea                 |
| 2021/22 | Nord (17 Vereine) | Veria NFC       | Levadiakos                    |
| 2021/22 | Süd (17 Vereine)  | Levadiakos      | Levadiakos                    |
| 2022/23 | Nord (15 Vereine) | FC Panserraikos | FC Panserraikos AE Kifisia    |
| 2022/23 | Süd (15 Vereine)  | AE Kifisia      | FC Panserraikos AE Kifisia    |
| 2023/24 | Nord (12 Vereine) | Levadiakos      | Levadiakos Kallithea FC       |
| 2023/24 | Süd (12 Vereine)  | Kallithea FC    | Levadiakos Kallithea FC       |
| 2024/25 | Nord (10 Vereine) | AE Larisa       | AE Larisa AE Kifisia          |
| 2024/25 | Süd (10 Vereine)  | AE Kifisia      | AE Larisa AE Kifisia          |

- Relegationssieger